# Château de Salans
Le château de Salans est un château situé dans le village de Salans dans le Jura, en Bourgogne-Franche-Comté. Le château actuel garde l'empreinte du baron Charles de Saint-Juan (1785-1862), conseiller général du Doubs, qui au début du  XIXe siècle remania complètement dans un style néoclassique un manoir construit au début du XVIIe siècle par la famille de Laborey.
Le château et son parc sont inscrits monuments historiques depuis le 23 juillet 1992.

## Histoire
Il y avait sur les hauteurs du village de Salans en un lieu appelé la Motte, près du Village du Fraisans, un premier château défensif dont il ne subsiste plus rien, qui fut probablement détruit par les troupes de Louis XI en 1479 et qui appartint successivement aux familles de Vienne, de Gorrevod et à Jean Bontemps d'Arbois, trésorier général de Bourgogne.
En 1626, la seigneurie de Salans fut achetée par la famille de Laborey qui fit construire au début du XVIIe siècle, un manoir en bas du village, au bord des rives du Doubs, qu'elle conserva jusqu'à la Révolution.
Le dernier héritier de la famille de Laborey, déclaré émigré, est fusillé à Paris le 26 juin 1798. Sa mère, Marie Catherine de Reculot vend peu après le château de Salans au baron Claude-Alexandre Desbiez de Saint-Juan, ancien avocat général et conseiller au parlement de Besançon et à son épouse Marie Théodore Le Bas de Bouclans
C'est son fils le baron Charles de Saint-Juan, conseiller général du Doubs, qui, au début du XIXe siècle, donne son empreinte au château en le transformant : il fait percer de grandes fenêtres pour faire entrer la lumière dans la propriété, ajoute deux ailes au corps central, transforme la façade et les décors intérieurs dans un style directoire néoclassique et crée un magnifique parc romantique à l'anglaise de trois hectares.
Au XIXe siècle,  siècle avec la famille Desbiez de Saint-Juan, le château de Salans reçoit toute l'élite intellectuelle de la région. Le baron Charles de Saint-Juan y reçoit régulièrement Charles Nodier, Auguste Castan, Charles Weiss,.
Son fils, le poète Alexandre de Saint-Juan (1820-1863), y trouvera souvent l'objet de son inspiration.
Sa fille, Marie de Saint-Juan, surnommée (1822-1890)  la Madame de Sévigné franc-comtoise, auteure d'ouvrages religieux et d'éducation ainsi que d'un livre de cuisine "Les secrets de la cuisine d'amateur", publié en 1890 aux Éditions Hetzel qui connurent un certain succès, animera au château de Salans un salon littéraire et musical. Elle y recevra notamment Charles de Montalembert et le père Lacordaire.
La famille Desbiez de Saint-Juan conservera le château de Salans jusqu'en 1918. Il passe ensuite dans les mains de différents propriétaires.
En 1935, M. Félicien Ruffet (1872-1958) va acheter la propriété à son retour du Laos et en fera sa résidence familiale. Originaire de la commune d'Evans et ancien garde républicain, il y vivra avec son épouse Phouma (1900-1974) et ses deux enfants Jean et Suzanne. La propriété est alors restaurée et meublée dans le style Directoire. Dans le parc, de nouvelles essences d'arbres, un verger et plusieurs ruches sont alors implantés. La source, le ruisseau et la mare sont restaurés. 
Madame Pierre-Ruffet Suzanne vendra la propriété en 1985.
En 1997, Monsieur et Madame Opelt, pendant une dizaine d'années vont méticuleusement le restaurer dans l'esprit directoire qui était le sien. En 1992 le château et le parc sont inscrits monuments historiques. Le château est depuis la propriété de la famille Guillemin.

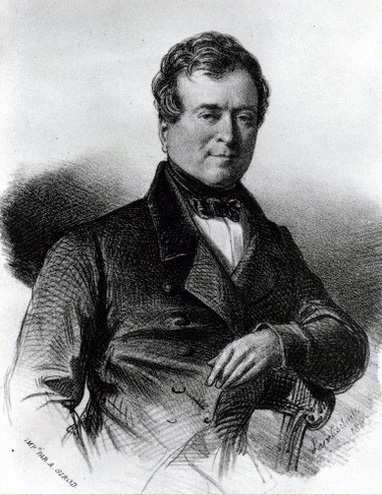
le baron Charles de Saint-Juan (1785-1862), restaurateur du château de Salans.
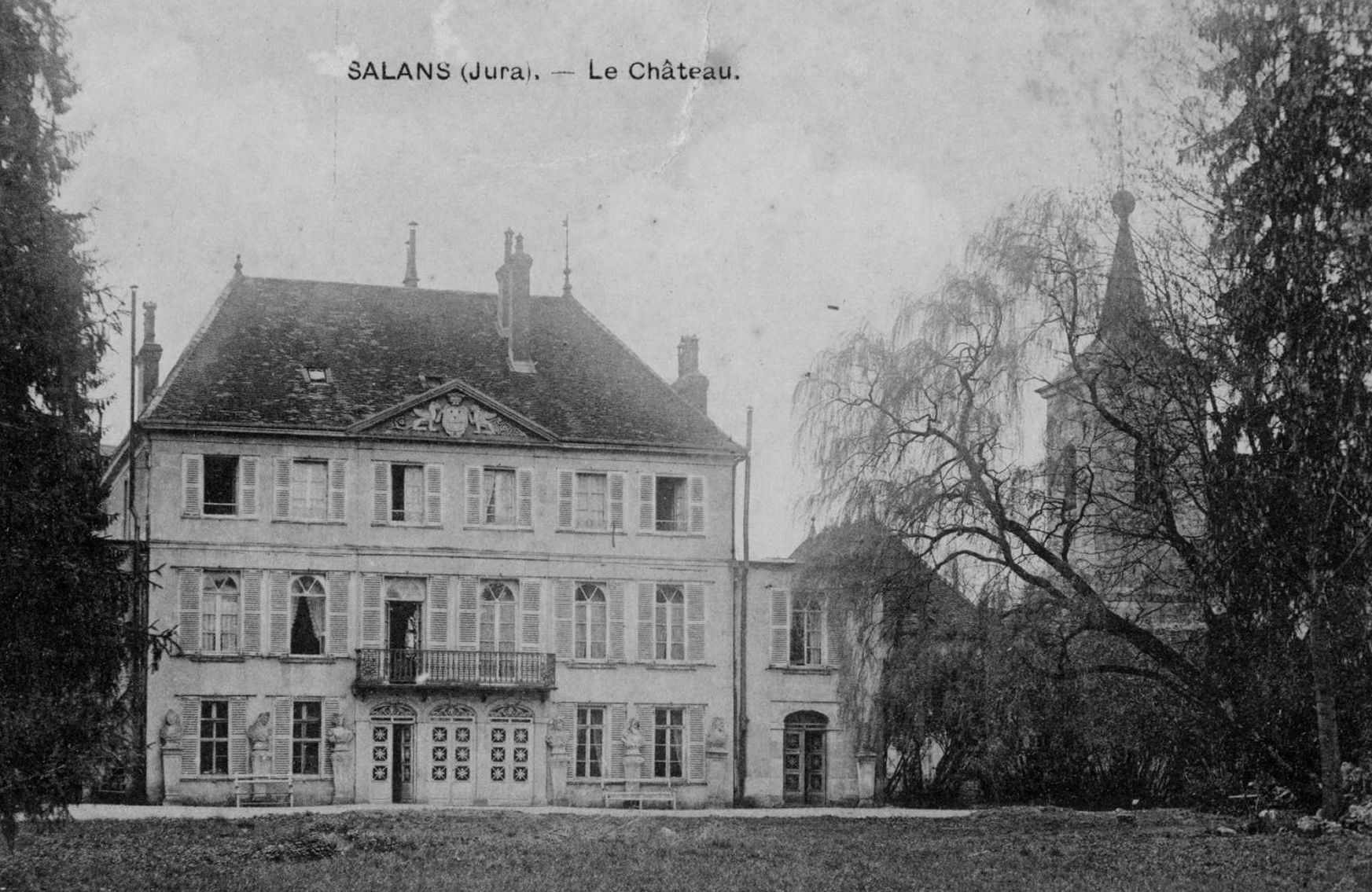
Château de Salans vers 1900.
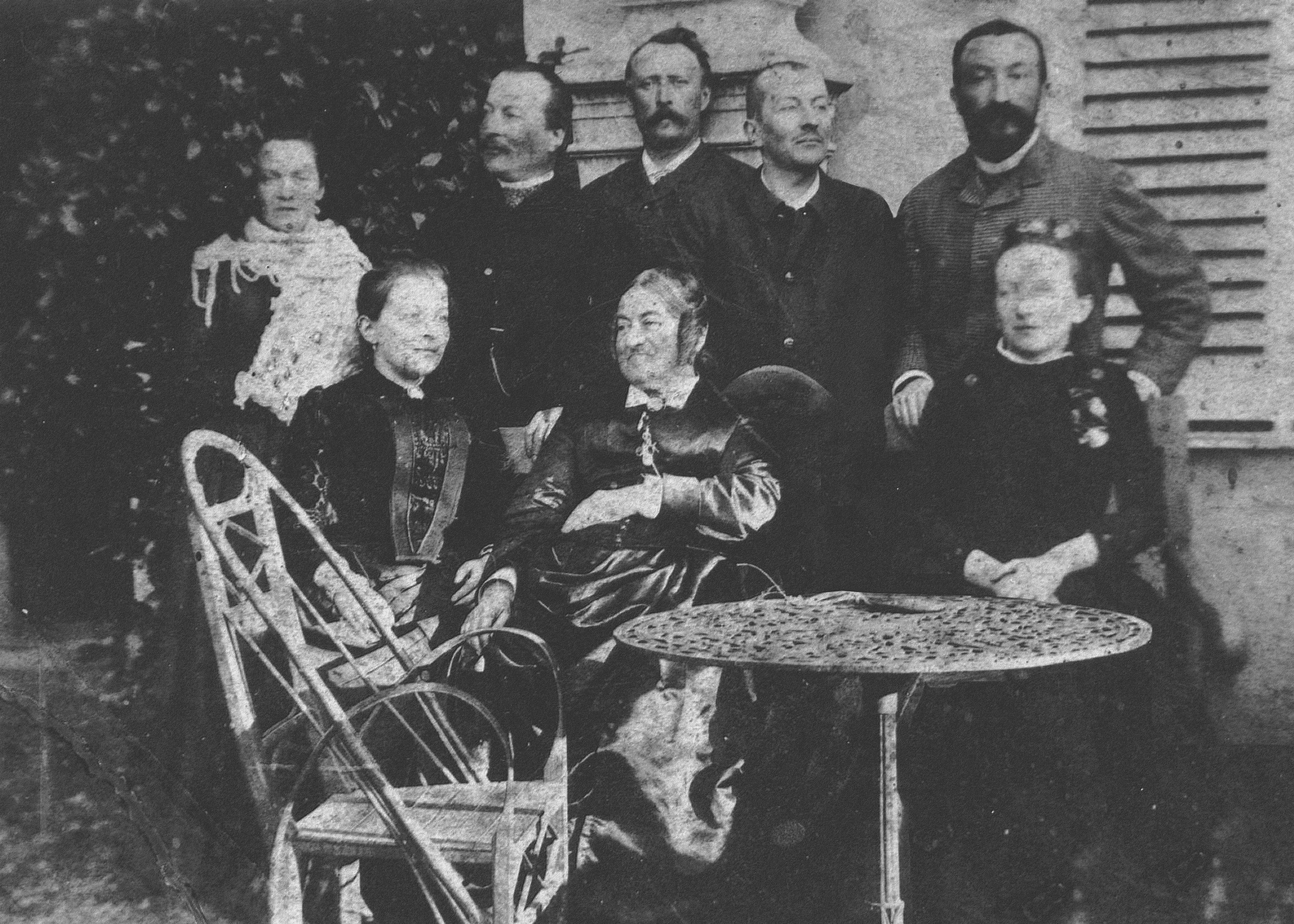
Famille Desbiez de Saint-Juan devant le château de Salans (Jura) en 1886. Au centre Marie de Saint-Juan.

## Architecture
Le château conserve sur sa partie arrière une tour du XVIIe siècle. Sa façade néoclassique qui s'ouvre sur le parc est composée d'un corps central constitué d'un rez-de-chaussée et de deux étages, encadré de deux ailes dont l'une abrite l'escalier d'honneur. les façades et toitures du corps de logis et des communs et le grand escalier intérieur du corps de logis sont inscrits au supplément de l'inventaire des monuments historiques par arrêté du 23 juillet 1992.  

## Parc et jardins
Le baron Charles de Saint-Juan transforma le parc à la française en un parc à l'anglaise avec cascade, rivière, essences exotiques et roses. Au fond du parc, un portail, autrefois entrée principale du château, prolonge la vue vers les rives du Doubs. Le parc avec son ruisseau, son étang et ses murs de clôture, les portails est et nord sont inscrits au supplément de l'inventaire des monuments historiques par arrêté du 23 juillet 1992. 